# 拜图拉清真寺 (乌鲁木齐)
拜图拉清真寺，位于新疆维吾尔自治区乌鲁木齐市天山区，是一座伊斯兰教清真寺。

## 简介
2007年11月5日至8日，乌鲁木齐市伊斯兰教协会举办了主题为“构建和谐社会，引导宗教与社会主义社会相适应”的第八届“卧尔兹”演讲比赛与第五届《古兰经》诵读比赛，来自乌鲁木齐市和新疆生产建设兵团农十二师的117名选手参赛，选手分别来自维吾尔族、回族、哈萨克族。此次比赛分为民语系、汉语系，民语系在乌鲁木齐市拜图拉清真寺举行，汉语系在乌鲁木齐市南大寺举行。